# Xivray-et-Marvoisin
Xivray-et-Marvoisin és un municipi francès, situat al departament del Mosa i a la regió del Gran Est.